# 林登·拉罗奇
小林登·赫邁爾·拉罗奇（英語：Lyndon Hermyle LaRouche, Jr.，1922年9月8日—2019年2月12日），生于美国新罕布什尔州罗切斯特，世界著名的经济学家、哲学家、政治活动家，美国乃至世界的一些政治团体的创始人，参见拉罗奇运动。他是美国总统竞选的“长期候选人”，从1976年起先后8次参选，一次作为美国劳动党提名候选人，七次作为美国民主党人参选总统候选人提名。
林登·拉罗奇是位备受争议的人物。其信徒将其视为洞察世界的伟大的智者或先知，反对者们则斥其为阴谋论家、反犹太主义者或是政治教派的领袖。美国遗产基金会评论其领导的政治组织是美国历史上最强大的组织之一。 1984年，拉罗奇的研究理论被高诺曼·拜勒，美国国家安全局的前高级职员，评价为「服务于世界的最伟大的个人智慧之一」。
拉罗奇于1988年以阴谋信件欺诈和免税代码违规的罪名入狱，但在狱中他依旧政治活动。并于1994年获假释出狱。他的辩护律师认为这是一起史无前例的政府动用权力的污蔑打击，企图摧毁拉罗奇的政治组织。拉罗奇和他的支持者们宣称官方机构，大众传媒阴谋策划了这次对民众洗脑式的对他的攻击。
拉罗奇目前是拉罗奇运动的领导人，《行政情報評論》杂志的经理和特约编辑。

## 1948–1967 拉罗奇与托洛斯基主义
1948年，拉罗奇从放弃了学校的学习回到了林恩，开始参加美国社会主义工人党林恩支部的聚会，并于次年加入该组织，用Lyn Marcus的假名进行政治活动。在他的自传中，他说在那个组织中没遇到一个理解马克思经济学理论的成员。
拉罗奇在纽约市得到了一份业务顾问的工作，向各个公司建议怎样让电脑的使用效率最大化并且提高生产速度。1954年，他同社会主义工人党的同志贾尼斯·纽伯格结婚，并于1956年有了一个男孩丹尼尔，他们生活在中央公园西的一间大公寓里。由于工作繁忙，他在党内的政治活动大受限制。
1964年，拉罗奇依旧作为社会主义工人党的一员，这是他开始接触一个叫革命倾向的派别，这个组织直接受到英国托洛茨基主义领袖，英国社会主义劳工联盟领导人格里·希利的影响。在后来六个月的时间里，拉罗奇同加里的美国追随者Tim Wohlforth工作在一起，Tim后来写道：
拉罗奇的自我意识极其庞大，并相信自己是个天才，他将他强大的信念和自己的能力，并表现出一种新英格兰式上流社会风格的傲慢。拉罗奇曾评价《共产党宣言》是统治阶级的一小部分人分离出来，加入到革命行列里，而这本书正是为他所写。工人阶级将很幸运的得到他的帮助。

## 政治理念
拉羅奇主張：自從文藝復興開始，西方文明分為了兩大派系，一派是柏拉圖的追隨者，也是文藝復興的締造者；另一派則是義大利的金融寡頭勢力，敵視文藝復興，後來這些金融寡頭佔領了英國的金融業，推進英國的海外擴張；從1960年代開始美國經濟逐漸遭到金融寡頭控制，在蘇聯解體之後，金融寡頭試圖藉助美國來建立世界性的帝國。
2007年7月，拉羅奇稱「除非美、中、俄、印四国能够联合起来重塑世界金融体系，摆脱金融寡头控制」，否則將會出現全球性的經濟危機。

## 外部連結
- 全球策略信息 （页面存档备份，存于）
- 拉羅奇政治行動委員會 （页面存档备份，存于） （英文）
- C-SPAN內的頁面（英文）
- 林登·拉罗奇在互联网电影资料库（IMDb）上的資料（英文）